# Blood
Blood (с англ. — «Кровь») — компьютерная игра в жанре шутера от первого лица, разработанная компанией Monolith Productions и изданная GT Interactive. Игра использует игровой движок Build Engine, ранее применённый при создании игры Duke Nukem 3D, и является первой игрой на Build Engine с использованием вокселей. Blood содержит большое количество оккультной символики, насилия и чёрного юмора. Игра также характерна необычным для 3D-шутера вооружением. Позже к игре было выпущено два дополнения: Plasma Pak и Cryptic Passage.
9 мая 2019 года вышло переиздание игры под названием Blood: Fresh Supply.

## Сюжет
Действие игры Blood разворачивается в мрачном мире (альтернативная история), похожем на США в начале XX века (в продолжении игры Blood II: The Chosen указывается 1928 год). Главный герой по имени Калеб (родился в западном Техасе в 1847 году). В возрасте 17 лет участвовал в Гражданской войне в США и позже имел репутацию беспощадного стрелка. Через 7 лет он встретил прекрасную Офелию и влюбился в неё. Именно от неё он узнаёт о набирающем силу религиозном культе Кабал (Cabal), в который он с Офелией позже вступает. Калеб, Офелия, а также два других адепта культа — Габриэль (во второй части игры — Габриэлла) и Ишмаэль — становятся избранными культа (The Chosen). Однако через некоторое время тёмное божество Чернобог, которому поклоняется культ, опасаясь растущего влияния Калеба, обвиняет его в измене и поручает своим приспешникам убить его.
Спустя 20 лет после своей смерти Калеб воскрес в виде ходячего мертвеца. За двадцать лет культ Кабал стал значительно сильнее, он создал собственное войско из людей и существ из мира Тьмы: монахи-воины культа, вооружённые огнестрельным оружием, завоёвывали и разоряли города, беспощадно истребляя других людей и заселяли пространство нежитью, демонами и другими враждебными существами. С целью отомстить Калеб находит и убивает приспешников Чернобога, которым было поручено убить избранных. Убив Каменную Горгулью, Калеб кремирует тело Офелии, прикреплённое к алтарю. Затем, убив Шаэл (гигантский паук, приспешник Чернобога) и обнаружив тело Габриэля в коконе паука, Калеб решает выпить его кровь, чтобы забрать силу падшего избранного. Та же участь постигает и третьего слугу Чернобога — могучего Цербера. Когда Калеб добирается до покоев Чернобога, Чернобог восклицает, что он специально оживил Калеба, чтобы тот наконец принёс ему себя в жертву. Калеб вновь убивает воскрешённых приспешников и самого Чернобога. Смерть Чернобога не приводит к распаду культа, а только останавливает распространение его влияния.
Каждое из дополнений содержит полноценный эпизод со своим сюжетом. В Plasma Pak Калеб узнаёт о том, что культ тренирует новых избранных на замену предателям, находит их и убивает. В Cryptic Passage Калеб ищет древний свиток, чтобы использовать его в своих целях.

## Игровой процесс и графика
Уровни представляют собой сопряжённые сектора, расположенные в практически полном 3D-окружении (движок частично переделан под возможность «складывать» сектора друг над другом), но монстры и другие объекты также изображаются спрайтами. Также в игре использовалась технология вокселей, за счёт чего трёхмерными являются, например, ключи. В игре реализована возможность «взгляда» вверх/вниз посредством перемещения линии горизонта.
Игрок начинает игру, имея в руках только вилы, а в дальнейшем использует различное вооружение, которое находит по мере продвижения по уровням игры. Большинство оружия имеет альтернативный способ стрельбы. Понятие магазина и перезарядки отсутствует, за единственным исключением обреза, для которого игра запоминает, один или два ствола заряжены; перезарядка производится только после выстреливания второго патрона

## Дополнения и порты
На официальном сайте игры www.blood.com (сайт работал с 1996 по 2002 год) были доступны для скачивания различные дополнения, версии, темы для Windows, а также описания всех уровней, противников, различные секреты и другая полезная информация.

### Cryptic Passage
Дополнение, разработанное студией Sunstorm Interactive.

### Transfusion

Скриншот из порта Transfusion. Игрок держит в руках «Крематор».

Transfusion (англ. «blood transfusion» — «переливание крови») — попытка портировать Blood на игровой движок Quake для нескольких операционных систем: Microsoft Windows, Linux, Mac OS X. Transfusion распространяется под лицензией GNU GPL и, используя данные из оригинального Blood, но не торговую марку, не нарушает авторские права.

### Blood Crossmatching (BloodCM)
Попытка переноса Blood на движок EDuke32. Полноценным портом не является, так как перенос игры происходил «на глаз», что не позволяло перенести многие элементы механики, вроде Rocket Jump-ов. Дальнейшая работа над проектом прекращена в 2013 году.

### BloodGDX
На данный момент самый близкий к оригиналу порт от автора Blood Crossmatching. Создан при помощи реверс-инжиниринга оригинальной игры, соответствует оригиналу почти на 100 %. Работает на современных системах в fullHD с большим количеством кадров в секунду.

### NBlood
Ещё одна попытка переноса Blood на EDuke32, автор заявляет, что хочет сделать более близкий к оригиналу порт, чем BloodGDX.

## Оценки
| Русскоязычные издания | Русскоязычные издания |
| Издание               | Оценка                |
| --------------------- | --------------------- |
| Game.EXE              | 91 %                  |